# زالتساخ
زالتساخ (به آلمانی: Salzach)‏ (آلمانی: [ˈzaltsax]) رودی است که به رود این می‌ریزد. این رود از کشورهای آلمان و اتریش می‌گذرد و طول آن ۲۲۵ کیلومتر (۱۴۰ مایل) است.

## نگارخانه

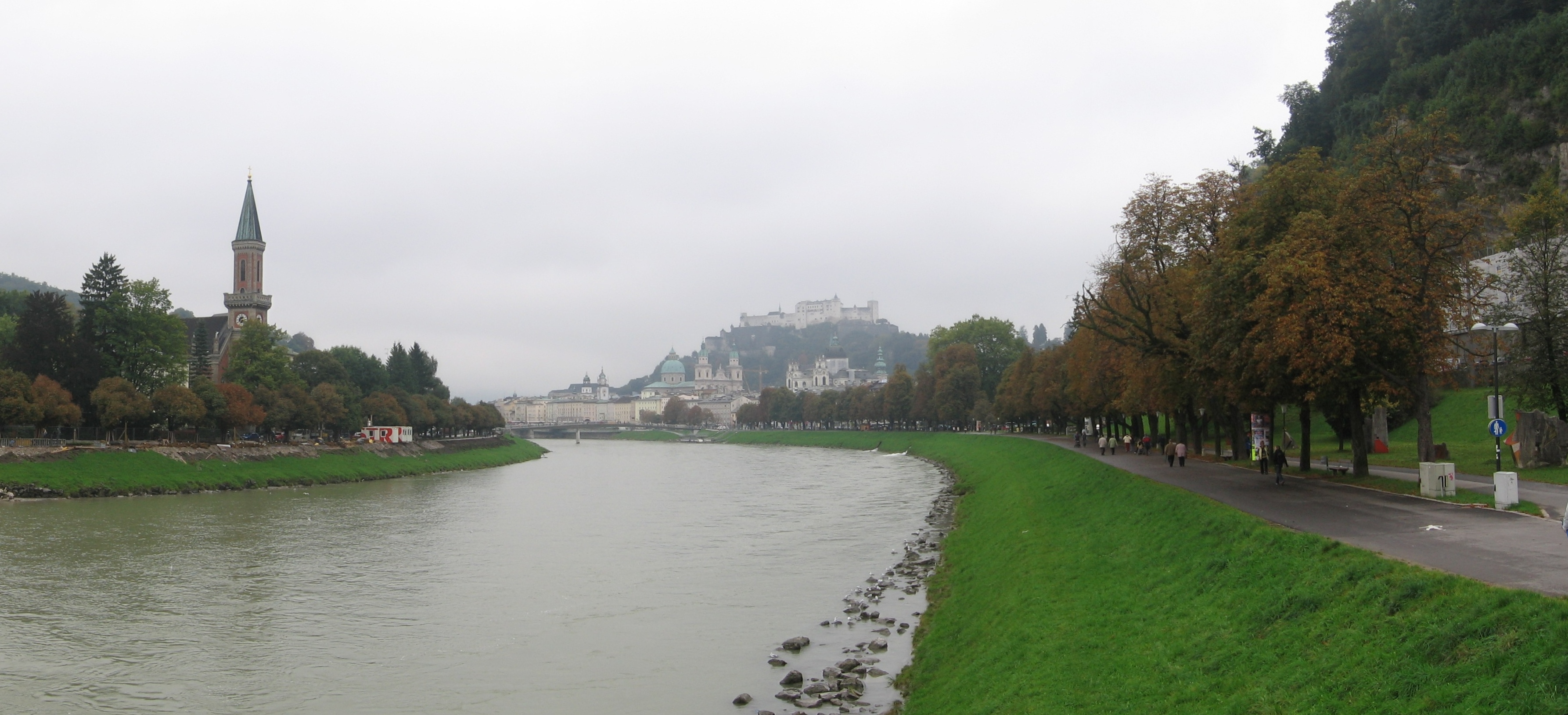
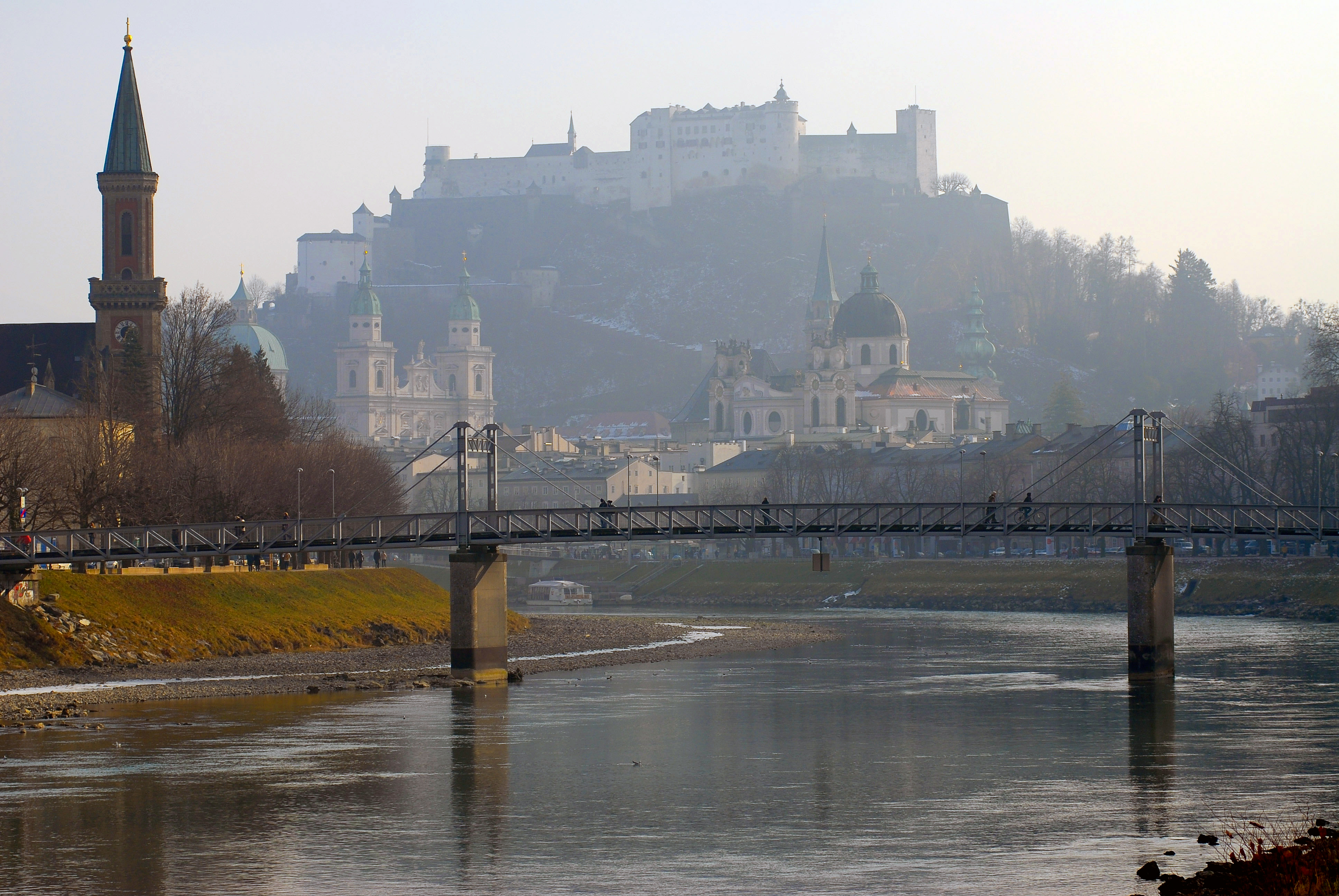
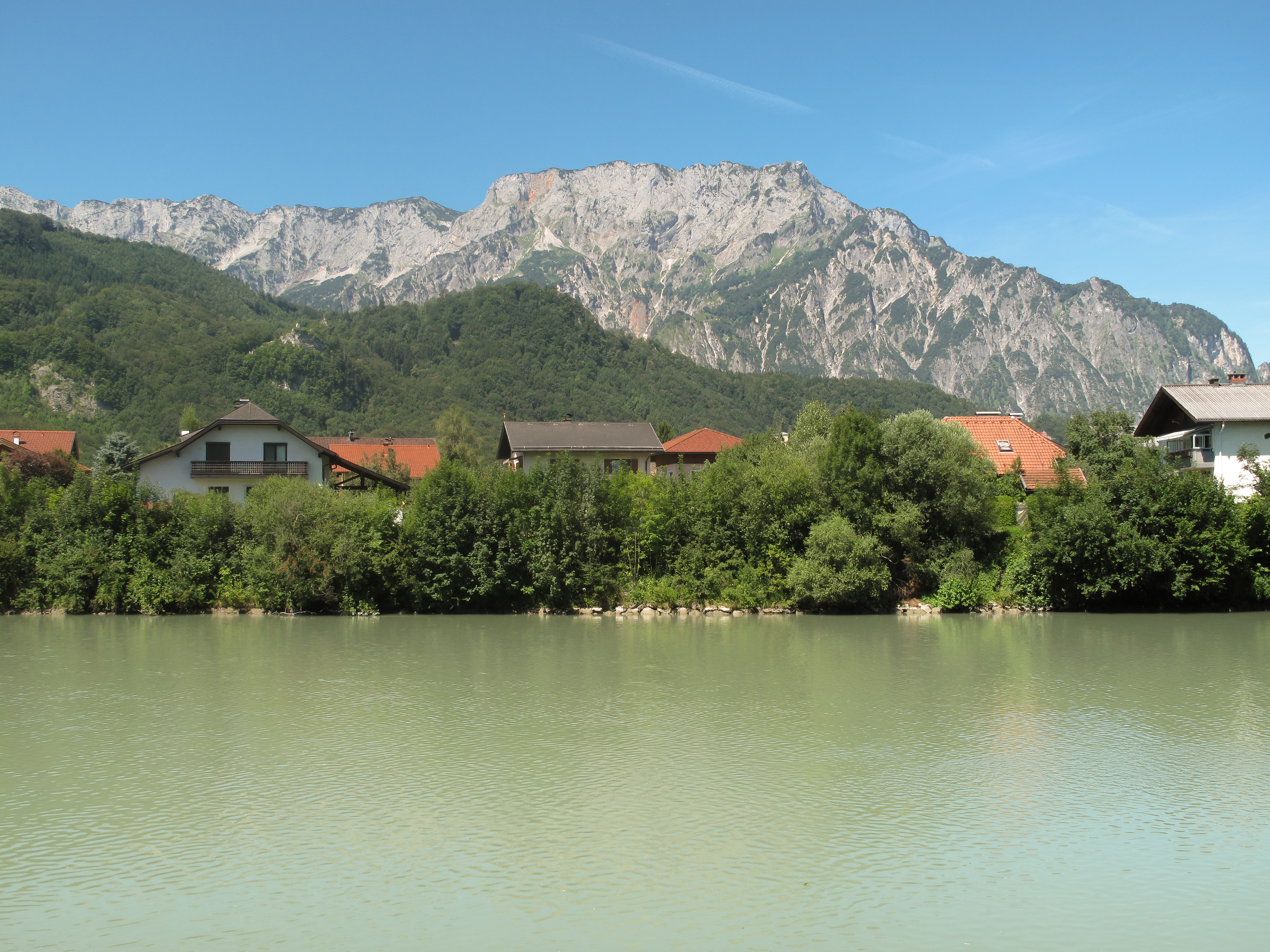
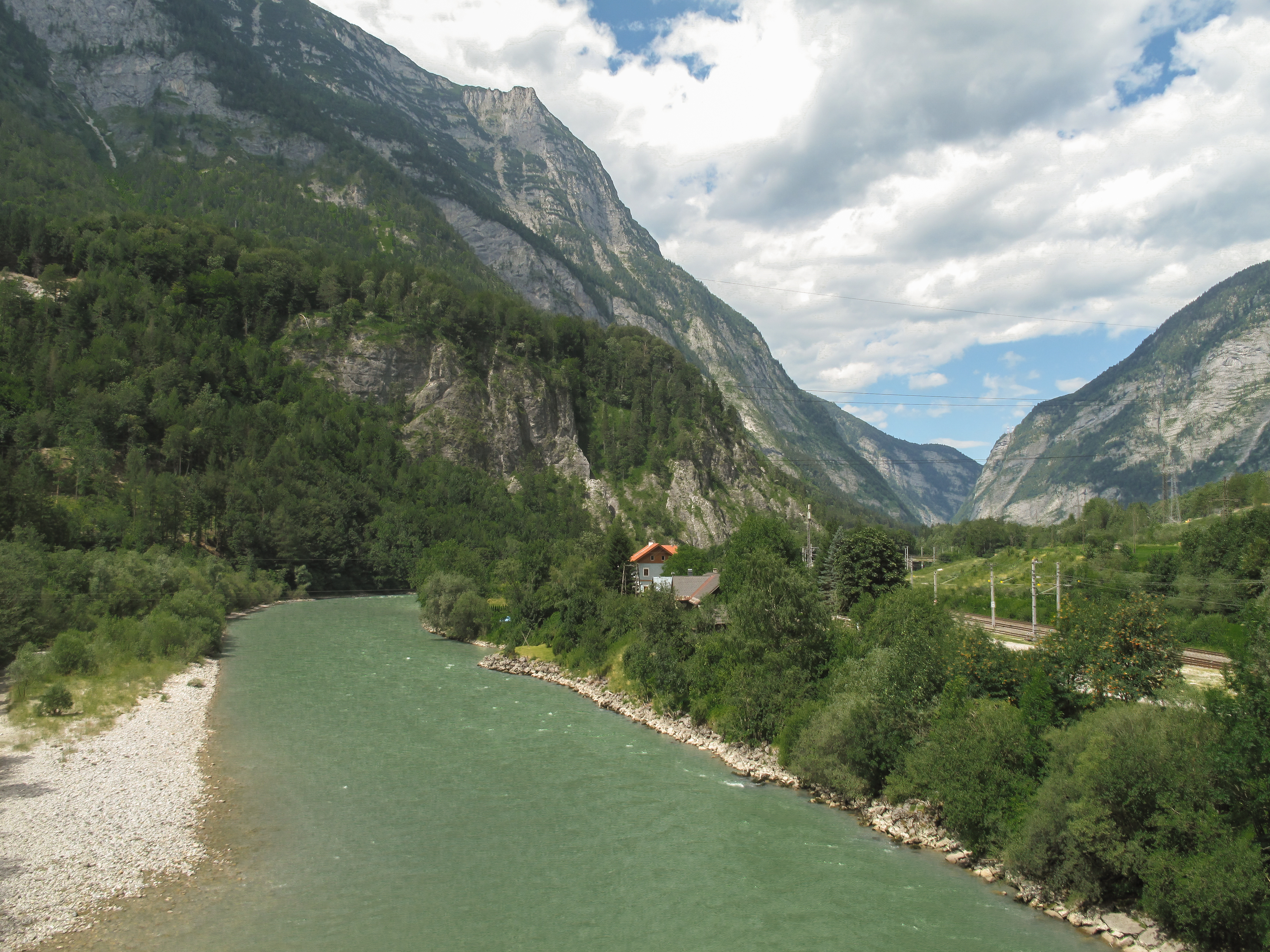
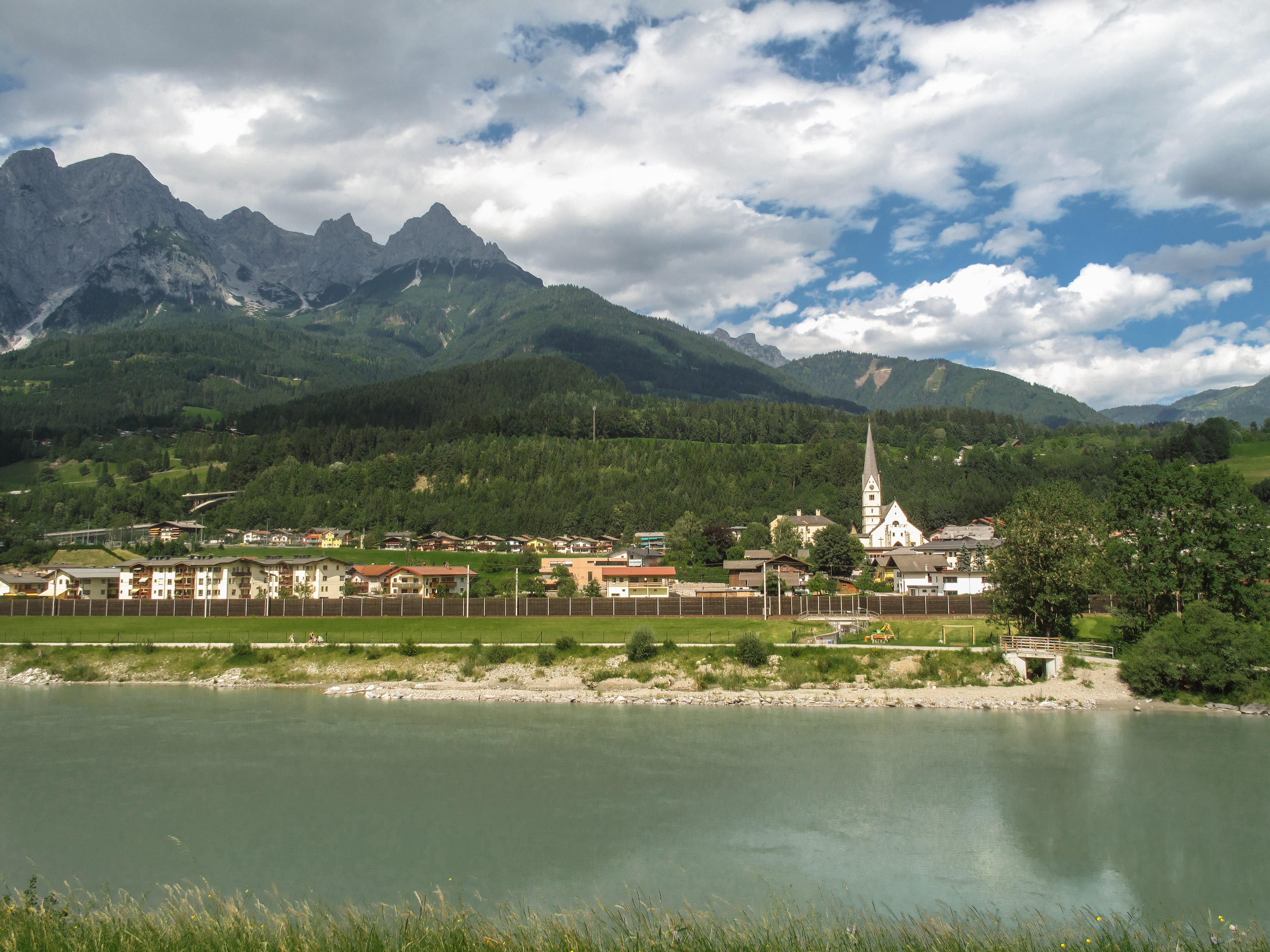
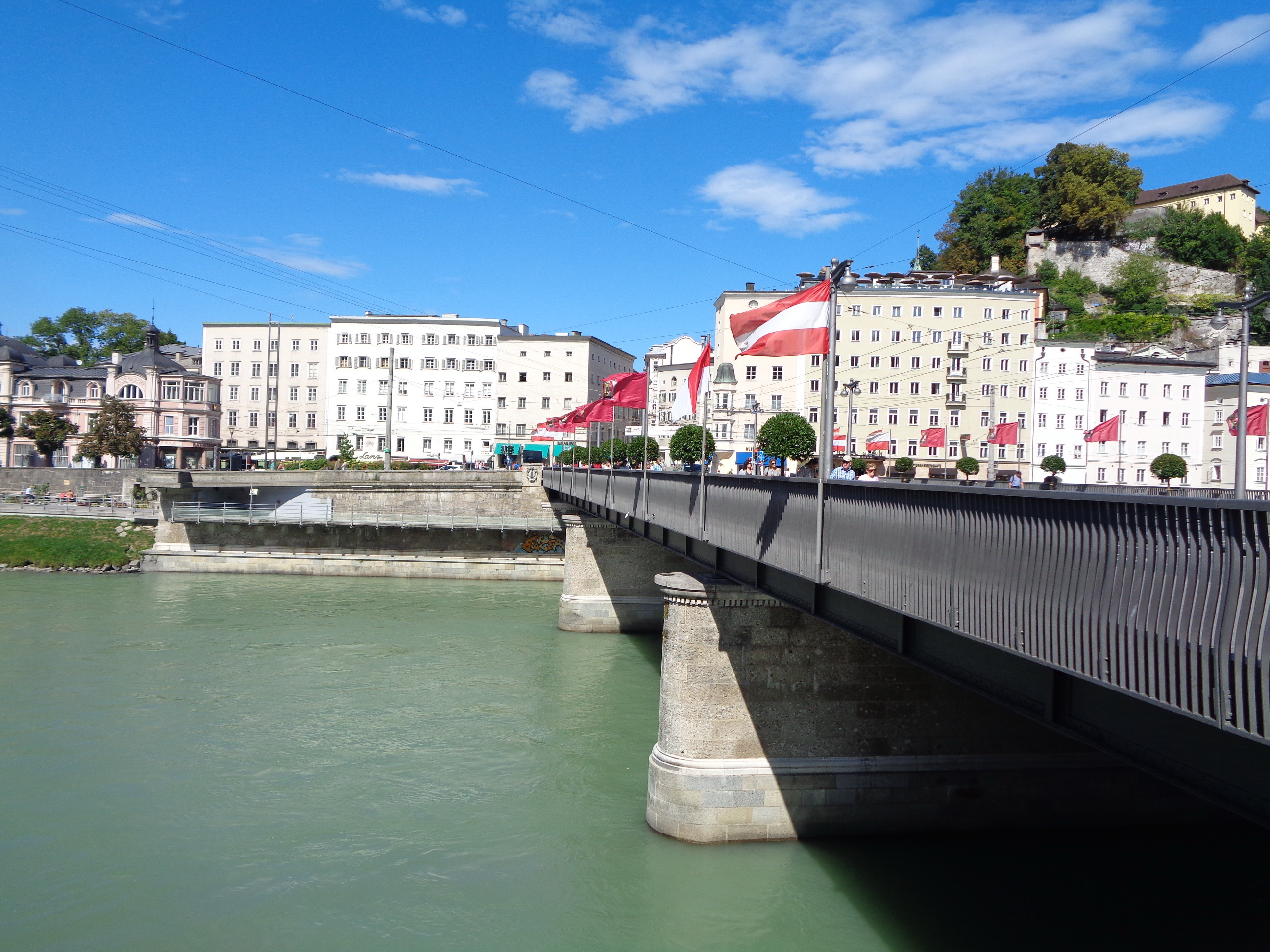